# Hyperdistribution
 (février 2021).
Si vous disposez d'ouvrages ou d'articles de référence ou si vous connaissez des sites web de qualité traitant du thème abordé ici, merci de compléter l'article en donnant les références utiles à sa vérifiabilité et en les liant à la section « Notes et références ».
L'hyperdistribution désigne un mode de partage de fichiers numériques, généralement des vidéos, au travers de l'utilisation de protocoles permettant les échanges de pair-à-pair. Un tel mode de diffusion redéfinit les équilibres entre producteurs, publicitaires et consommateurs et met au défi les publicitaires de définir de nouvelles stratégies adaptées à des contenus mondialisés.

## Distribution des fichiers vidéo à travers le réseau pair-à-pair
Le terme « pair-à-pair » désigne un ensemble d’utilisateurs d'Internet qui communiquent par l’intermédiaire d’un protocole (BitTorrent étant le plus utilisé) leur permettant de partager des fichiers informatiques entre eux (films, séries télé, etc.). Plus un fichier est populaire, plus il est accessible et rapide à télécharger auprès des utilisateurs. Ce type de système de distribution est donc décentralisé, les utilisateurs fournissant eux-mêmes le contenu à télécharger. Par opposition, le système centralisé (iTunes entre autres), où les fichiers sont stockés dans un seul serveur central, voit sa vitesse de téléchargement diminuer plus ces fichiers sont en demande. 

## Remise en question de la télévision traditionnelle par l'hyperdistribution
Dans le cadre du système de télédiffusion traditionnelle, une émission doit trouver son financement auprès d'un producteur. Puis un distributeur vend cette émission à une chaîne de télévision qui cherche à rentabiliser cet achat en vendant de l'espace publicitaire. L'hyperdistribution de ces émissions sur Internet redéfinit la relation entre producteur et publicitaire, car la diffusion se fait à l'échelle internationale et la programmation relève désormais du choix du consommateur.

## Le profil du consommateur potentiel de l'hyperdistribution
Dans ce nouveau marché, où l'on parle de « culture de l’instantané », le piratage se révèle être une alternative afin de pouvoir consommer le contenu télévisuel dans l'immédiat, sans interruption publicitaire, et ce, sans avoir à payer. Nonobstant, cette pratique n'est pas uniquement opportuniste, car les internautes enrichissent à leur tour le réseau pair-à-pair de matériel audiovisuel. Le piratage est pratiqué de plus en plus au sein de toutes catégories sociales et non exclusivement par les 18-25 ans, car l'effet d'imitation et de contagion sociale popularise le phénomène. Internet étant un média interactif, le consommateur est devenu diffuseur, voire producteur des contenus moyennant des frais de réalisation abordables (caméra vidéo, ordinateur, etc.)

## Adaptation des publicitaires face aux consommateurs d'hyperdistribution
La publicité doit suivre la nouvelle tendance des consommateurs et en profiter pour diffuser sont message sur Internet. Cependant, la plupart des plateformes pair-à-pair échangent des fichiers piratés ce qui démotive les publicitaires à proposer leurs produits par souci d'image de marque. Heureusement, de plus en plus de plateformes légales gagnent en popularité, offrant ainsi une occasion d'intégrer de la publicité aux fichiers vidéo qu'ils partagent. Afin de ne pas entraver le plaisir de visionnement du consommateur qui autrement chercherait à éviter les publicités, ces dernières devront s'adapter aux médias utilisés d'où l'importance d'élaborer de nouvelles formes de publicités tirant avantage de la combinaison vidéo-ordinateur-internet. Dans ce contexte, il est fort à parier que des rafales de pauses publicitaires de 30 secondes seront progressivement remplacées par une intégration plus transparente et contextuelle à la vidéo sous forme de zones interactives, permettant notamment au consommateur de se rendre sur le site Internet d'un produit en un simple clic de souris. À titre d'exemple, voir la page sur l'hypersponsoring tel que proposé par The Red Band Film Co.

## Perspective de rentabilisation économique de l'hyperdistribution
Dans le contexte où les producteurs de télévision voient le piratage comme un ennemi, Mark Pesce propose un nouveau modèle économique de production et de diffusion des produits télévisuels sans intermédiaire entre producteurs et publicitaires, où l’annonceur financera le produit médiatique en échange d’une publicité adaptée aux nouveaux médias. Ainsi, le logo d'un annonceur pourrait remplacer celui d'un diffuseur. À la télévision, plus une émission est populaire, plus l'espace publicitaire coûte cher. Par contre, dans le cas d'un groupe de publicitaires qui financent une émission diffusée sur Internet, la popularité de cette dernière rend le coût par mille de la publicité plus économique, car le coût initial demeure fixe. Internet étant un média international, les publicités qui y seront diffusées devront avoir une portée mondiale et les produits devront être disponibles partout. Ensuite, les produits médiatiques devront s’adapter aux nouvelles habitudes de consommation sous différents médias et à tout moment.